# Dysdera alentejana
Dysdera alentejana là một loài nhện trong họ Dysderidae.
Loài này thuộc chi Dysdera. Dysdera alentejana được miêu tả năm 1996 bởi Ferrández.